# Harry Burton (Offizier)
Sir Harry Burton, KCB, CBE, DSO (* 2. Mai 1919 in Rutherglen, Lanarkshire, Schottland; † 29. November 1993) war ein britischer Offizier der Royal Air Force, der als Generalleutnant (Air Marshal) zwischen 1970 und 1972 letzter Oberkommandierender des Luftunterstützungskommandos (RAF Air Support Command) sowie von 1972 bis 1973 Kommandeur der aus dem RAF Air Support Command hervorgegangenen No. 46 Group RAF war. Er gilt als der erste britische Soldat, der während des Zweiten Weltkrieges aus deutscher Kriegsgefangenschaft fliehen konnte.

## Leben

### Offiziersausbildung und Zweiter Weltkrieg

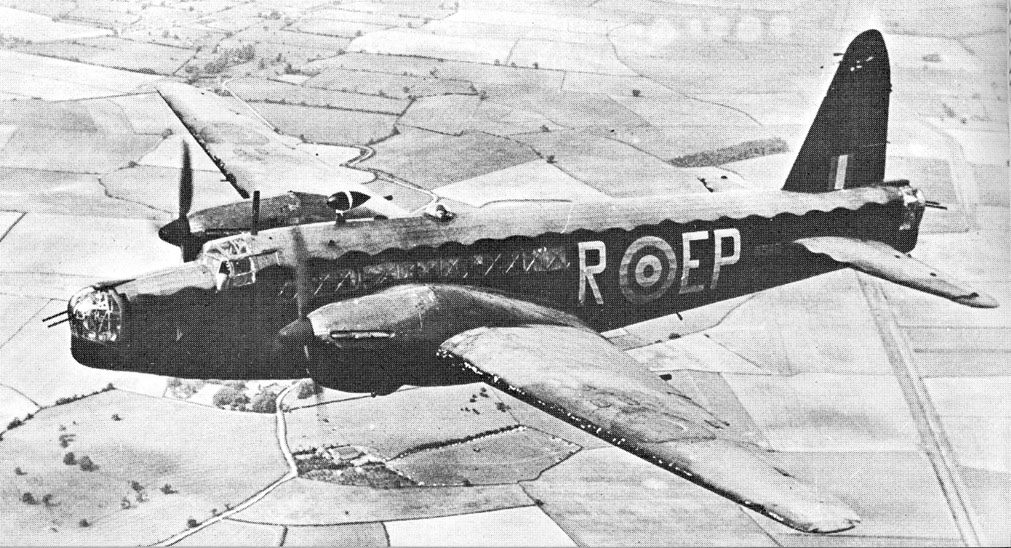
Im Zweiten Weltkrieg war Harry Burton Pilot von Vickers Wellington-Bombern.

Harry Burton, Sohn von Robert Reid Burton, trat nach dem Besuch der High School of Glasgow als am 9. August 1937 als Zeitsoldat (Short Service Commission) in die Royal Air Force ein und absolvierte zunächst eine Pilotenausbildung an einer Flugschule FTS (Flying Training School). Im Anschluss begann er am 26. März 1938 eine Ausbildung an der Navigationsschule der Luftstreitkräfte (School of Air Navigation) und erhielt dort am 24. Mai 1938 seine Beförderung zum Leutnant (Pilot Officer). Im Anschluss wurde er am 11. Juni 1938 als Pilot zum No. 215 Squadron RAF versetzt, das kurz darauf vom Militärflugplatz Driffield zum Luftwaffenstützpunkt RAF Honington verlegt wurde. Er war dort zunächst Pilot von Handley Page Harrow-Bombern, ehe die Staffel im Juli 1939 mit Bombern des Typs Vickers Wellington ausgestattet wurde. Am 24. Dezember 1939 wurde er zum Oberleutnant (Flying Officer) befördert. Während des Zweiten Weltkrieges wurde er im September 1940 zur No. 149 Squadron RAF versetzt. Während eines Nachtflugeinsatzes vom 5. auf den 6. September 1940 wurde er als Pilot eines Vickers Wellington-Bombers über dem Schwarzwald abgeschossen und geriet mit seiner Crew in deutsche Kriegsgefangenschaft. Er wurde im Stalag Luft 1 in Barth interniert, von wo aus ihm wenige Wochen später die Flucht über Schweden nach Schottland gelang. Er gilt damit als der erste britische Soldat, der aus deutscher Kriegsgefangenschaft fliehen konnte.
Nach seiner Rückkehr wurde Burton am 24. Dezember 1940 zum Hauptmann (Flight Lieutenant) befördert und am 12. Juli 1941 zunächst in die Reserve versetzt sowie danach in den Dienst der Luftstreitkräfte zurückberufen. Er wurde am 29. Juli 1941 mit dem Distinguished Service Order (DSO) ausgezeichnet sowie am 22. Oktober 1941 Offizier im Stab der No 44 (Ferry) Group RAF. Für seine Verdienste wurde er am 1. Januar 1942 im Kriegsbericht erwähnt (Mentioned in dispatches) sowie am 28. Mai 1943 Offizier im Stab des Lufttransportkommandos (RAF Transport Command). Aufgrund seiner Verdienste wurde er am 1. Mai 1945 Mitglied (Member) des Order of the British Empire (MBE). Zum Ende des Krieges wurde er im Januar 1945 zunächst Kommandeur (Commanding Officer) des No. 242 Squadron RAF sowie im Februar 1945 Kommandeur der No. 238 Squadron RAF. Diese Staffel war in Adelaide stationiert und eine von drei Staffeln der RAF, die mit Douglas DC-3 „Dakota“-Transportflugzeugen ausgerüstet und als Teil der zum RAF Transport Command gehörenden No. 300 Group RAF für den Lufttransport im gesamten Fernen Osten zuständig waren.

### Nachkriegszeit, Offizier und Stabsoffizier
Nach Kriegsende wurde Harry Burton am 10. Dezember 1946 in seinem damaligen Dienstgrad eines Hauptmanns als Berufssoldat (Permanent Commission) in die Royal Air Force übernommen, wobei sein Dienstgrad am 25. Februar 1947 auf den 1. Dezember 1942 zurückdatiert wurde. Am 1. August 1947 erfolgte seine Beförderung zum Major (Squadron Leader) und wurde als solcher am 11. Dezember 1950 zu den indischen Luftstreitkräften (Indian Air Force) abgeordnet. Dort erfolgte am 1. Juli 1952 seine Beförderung zum Oberstleutnant (Wing Commander). Nach seiner Rückkehr und seiner Beförderung zum Oberst (Group Captain) am 1. Juli 1958 fungierte er vom 28. Juli 1958 bis 1960 als Stabsoffizier für Organisation im Bomberkommando (Group Captain Organisation, RAF Bomber Command). Im Anschluss war er zwischen dem 4. April 1960 und dem 6. November 1962 Kommandant des Luftwaffenstützpunktes RAF Scampton und wurde am 1. Januar 1963 Commander des Order of the British Empire (CBE).

### Aufstieg zumAir Marshal
Am 10. Juni 1963 wurde Burton Leitender Stabsoffizier SASO (Senior Air Staff Officer) der No. 3 Group RAF und behielt diese Funktion bis Oktober 1965. In dieser Verwendung wurde er am 1. Juli 1963 zum Brigadegeneral (Air Commodore) befördert. Er wechselte am 1. November 1965 ins Oberste Hauptquartier der Alliierten Streitkräfte der NATO in Europa SHAPE (Supreme Headquarters Allied Powers Europe) und war dort bis Dezember 1967 Luftwaffenoffizier für Nuklearangelegenheiten beim stellvertretenden Oberkommandierenden. Er wurde dort am 1. Januar 1966 zum Generalmajor (Air Vice-Marshal) befördert und war nach seiner Rückkehr vom 15. Dezember 1967 bis zum 6. Februar 1970 Kommandeur AOC (Air Officer Commanding) der No. 23 (Training) Group RAF. Am 1. Januar 1970 wurde er Companion des Order of the Bath (CB).
Am 1. Oktober 1970 wurde Harry Burton Nachfolger von Air Marshal Lewis Hodges als Oberkommandierender des Luftunterstützungskommandos (Air Officer Commanding-in-Chief, RAF Air Support Command) und behielt diesen Posten bis zur Auflösung dieses Kommandos am 1. September 1972. Als Oberkommandierender des RAF Air Support Command war er für die Unterstützung der Armee auf dem Schlachtfeld verantwortlich, die sowohl logistische Unterstützung mit strategischen und taktischen Transporten, einschließlich Hubschraubern, als auch taktische Offensivunterstützung mit Hawker Siddeley Harrier-Kampfflugzeugen umfasste. Die Übernahme der Harrier-Verbände in das Luftangriffskommando (RAF Strike Command) führte zur Auflösung des Luftunterstützungskommandos. In dieser Zeit wurde er am 1. Januar 1971 zum Generalleutnant (Air Marshal) befördert sowie am 12. Juni 1971 zum Knight Commander des Order of the Bath (KCB) geschlagen, woraufhin er den Namenszusatz „Sir“ führte. Zuletzt war er vom 1. September 1972 bis Januar 1973 Kommandeur der No. 46 (Transport) Group RAF. Am 2. Mai 1973 trat er in den Ruhestand. In seinem Ruhestand engagierte er sich von 1979 bis zu seinem Tode 1993 als Vorsitzender der Geschäftsführung des zum RAF Benevolent Fund gehörenden Princess Marina House in Sussex.